# Жердецький Володимир Іванович
Володимир Іванович Жердецький (нар. 15 листопада 1955, село Городківка, тепер Крижопільського району Вінницької області) — український радянський діяч, ливарник Сутиського заводу «Автоелектроапаратура» Тиврівського району Вінницької області. Депутат Верховної Ради УРСР 11-го скликання.

## Біографія
Освіта середня спеціальна.
З 1973 року — свердлувальник, ливарник Сутиського заводу «Автоелектроапаратура» Тиврівського району Вінницької області.
Член КПРС з 1979 року.
Потім — на пенсії в селищі Сутиски Тиврівського району Вінницької області.

## Нагороди
- ордени
- медалі